# Prosoplus obliquestriatus
Prosoplus obliquestriatus là một loài bọ cánh cứng trong họ Cerambycidae.